# 95. п. н. е.

## Догађаји
- Ариобарзан I Филоромеј изабран за цара Кападокије

## Рођења
- Марко Порције Катон Млађи
- Публије Валерије Катон
- Публије Ватиније
- Публије Сестије

## Смрти
- Селеук VI Епифан
- Антиалкид